# Hymenodora
Hymenodora is een geslacht van kreeftachtigen uit de klasse van de Malacostraca (hogere kreeftachtigen).

## Soorten
- Hymenodora acanthitelsonis Wasmer, 1972
- Hymenodora frontalis Rathbun, 1902
- Hymenodora glacialis (Buchholz, 1874)
- Hymenodora gracilis Smith, 1886